# Сечкув (Свентокшиське воєводство)
Сечкув (пол. Sieczków) — село в Польщі, у гміні Тучемпи Буського повіту Свентокшиського воєводства.
Населення — 157 осіб (2011).
У 1975-1998 роках село належало до Келецького воєводства.

## Демографія
Демографічна структура на день 31 березня 2011 року:
|          | Загалом | Допрацездатний вік | Працездатний вік | Постпрацездатний вік |
| -------- | ------- | ------------------ | ---------------- | -------------------- |
| Чоловіки | 84      | 18                 | 52               | 14                   |
| Жінки    | 73      | 11                 | 35               | 27                   |
| Разом    | 157     | 29                 | 87               | 41                   |